# Iglesia de San Salvador del Bosque
La iglesia de San Salvador del Bosque, o de Montsec, es una iglesia románica del siglo XI, situada a más de 1200 m de altitud, en un rellano del Bosque de Llimiana, en pleno Montsec de Rúbies. Pertenece al término municipal de Llimiana, del Pallars Jussá.
A pesar de ser claramente románica, no está documentada hasta 1758, cuando consta como capilla de Santa María de Llimiana. Por su situación, sobre todo, ha hecho pensar a algunos estudiosos en el rastro de un santuario precristiano en este lugar.
Es de una sola nave, cubierta con una bóveda de cañón muy irregular que insinúa un arco apuntado. Un arco presbiteral comunica la nave con ábside semicircular de levante. La única apertura del templo es la puerta, a poniente, y no tiene ningún tipo de ornamentación como tampoco el resto de la iglesia. Está toda rebozada, parte de dentro y de fuera, pero los lugares donde ha caído deja ver un aparato muy sencillo y rústico.
El ábside semicircular se levanta sobre los restos de un ábside anterior, la calle, posiblemente del siglo X.
Entre las fiestas celebradas en el término de Llimiana, es necesario contar con la desaparecida de la Romería de San Miguel en el Hostal Roig. Aunque este lugar está dentro del término vecino de Gavet de la Conca, la feria de ganado que se celebraba iba acompañada del Aplec del Santo del Bosque (o San Salvador del Bosque), ermita que sí está en el término de Llimiana. Se subía a mediodía del último domingo de septiembre por el camino de las «Cien Curvas». Sin embargo, no siempre se hizo en esta fecha, ya que Pascual Madoz, que pasó por Llimiana en 1847 lo sitúa el 25 de abril.

## Leyenda
San Salvador del Bosque tiene leyenda propia: un pastor encontró en este lugar una imagen de san Salvador. La llevó a la iglesia de Llimiana, y la pusieron en una capilla; al día siguiente, había desaparecido. La volvieron a encontrar en el mismo lugar el primer día, y tantas veces como la volvieron a llevar a la población de Llimiana, tantas reapareció en el bosque de la vertiente septentrional del Montsec de Rúbies. Finalmente, decidieron dejarla donde la habían encontrado, en una capilla hecha expresamente en ese lugar.